# Tomer Tarragano
Tomer Tarragano (* 4. Januar 2001) ist ein britischer Leichtathlet, der sich auf den Langstreckenlauf spezialisiert hat und insbesondere im Crosslauf erfolgreich ist.

## Sportliche Laufbahn
Erste internationale Erfahrungen sammelte Tomer Tarragano bei den Crosslauf-Europameisterschaften 2022 in Turin, bei denen er nach 25:04 min auf den 37. Platz im U23-Rennen gelangte. Im Jahr darauf klassierte er sich bei den U23-Europameisterschaften in Espoo mit 30:33,52 min auf dem 19. Platz im 10.000-Meter-Lauf und im Dezember landete sie bei den Crosslauf-Europameisterschaften in Brüssel nach 24:46 min auf dem 46. Platz im U23-Rennen. Bei den Crosslauf-Europameisterschaften 2024 in Antalya wurde er nach 22:58 min 19. im Einzelrennen und sicherte sich in der Teamwertung die Bronzemedaille hinter den Teams aus Spanien und Belgien.

## Persönliche Bestleistungen
- 3000 Meter: 7:59,50 min, 6. Juli 2024 in Birmingham
- 5000 Meter: 13:44,62 min, 8. Juni 2024 in Watford
- 10.000 Meter: 29:19,81 min, 20. Mai 2023 in London